# NHIndustries

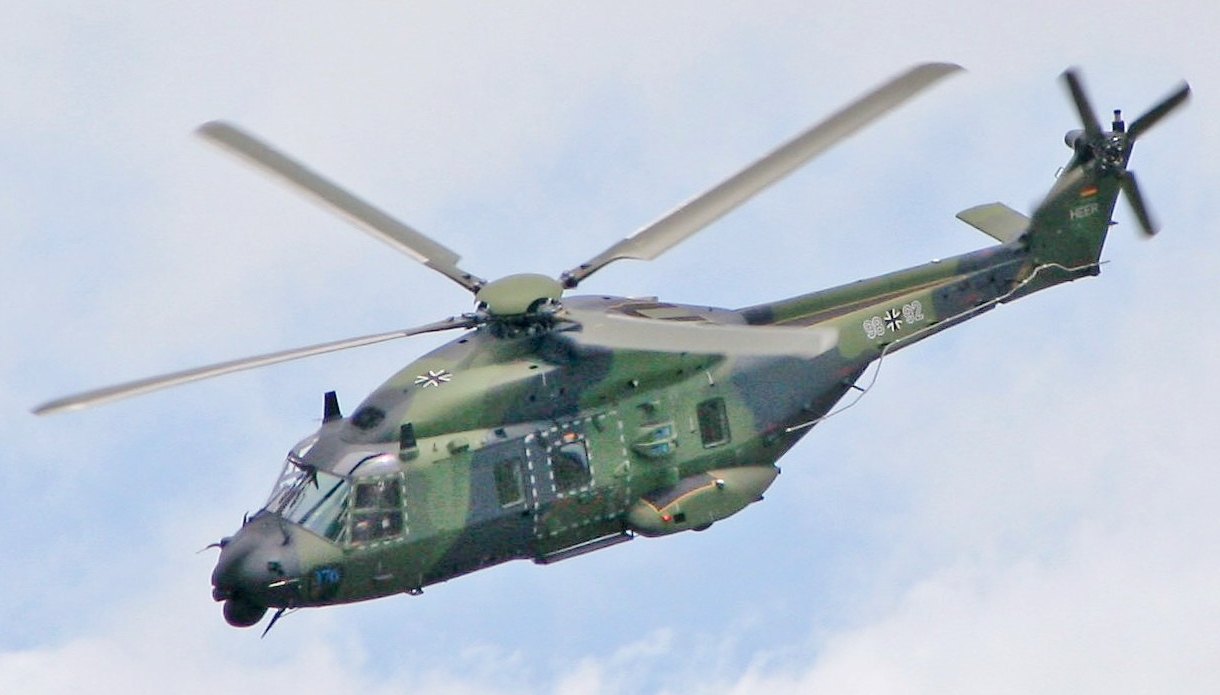
Ein NH90 TTH der Bundeswehr

NHIndustries (wobei NH für „NATO Helicopter“ steht) ist ein Hubschrauber-Hersteller mit Sitz in Frankreich.

## Geschichte
Das Unternehmen wurde im Jahr 1992 gemeinsam von Eurocopter (seit 2014 Airbus Helicopters, Deutschland und Frankreich), Agusta  (seit 2017 Leonardo S.p.A., Italien) und Stork Fokker Aerospace (Niederlande) gegründet.
Die Aktienanteile dieser drei Unternehmen bei NHIndustries sind:
- Airbus Helicopters: 62,5 %
  - davon Airbus Helicopters Deutschland GmbH: 31,25 %
- Leonardo Helicopters: 32 %
- Fokker: 5,5 %.

NHIndustries wurde aufgebaut als spezielles Unternehmen zur Planung, Herstellung, Umsetzung, Produktion und Logistikunterstützung der NH90-Hubschrauber.

## Produkte
Die NHIndustries fertigt den NH90 in den Varianten Tactical Troop Transport (TTH) und NATO Frigate Helicopter (NFH). Der NH90 wird in der NATO hauptsächlich als Transporthubschrauber verwendet. In der Bundeswehr löste das Modell vor allem die Bell UH-1 ab. Die Regierung Norwegens hat wegen der nicht lösbaren technischen Probleme im Juni 2022 den Auftrag für den Militärhelikopter NH-90 gekündigt und fordert umgerechnet fast eine halbe Milliarde Euro Rückerstattung, inklusive ihrer Rückgabe der wenigen bisher gelieferten Hubschrauber. Zur Begründung stellt das norwegische Militär dem Hubschrauber und seinem Hersteller ein vernichtendes Zeugnis aus. Auch bei der Bundeswehr und den Australischen Streitkräften war der NH90 nicht beliebt. In Australien war die Außerdienststellung für Dezember 2024 geplant, aber nach einem Absturz im Juli 2023 kehrte der NH90 nicht mehr in den Flugdienst zurück.